# Geraldo Leite Bastos
Geraldo Leite Bastos, mais conhecido como Padre Geraldo (Moreno, 12 de dezembro de 1934 — Escada, 19 de abril de 1987) foi um sacerdote, escritor e compositor brasileiro.

## Biografia e Atividade Sacerdotal
Nascido na cidade de Moreno (PE), em 1934, foi ordenado padre na Arquidiocese de Olinda e Recife em 08 de dezembro de 1961, e designado para a comunidade de Ponte dos Carvalhos, distrito do município do Cabo de Santo Agostinho, na periferia da Grande Recife, sendo o primeiro pároco dali. Já no começo de 1962, iniciou a construção de uma Igreja Matriz, que até então funcionava em local improvisado, próximo da qual depois ele construiu a atual sede, nas margens da BR-101, com a ajuda dos fiéis. Foi pároco de Ponte dos Carvalhos de 1962 a 1980.
Em 1972, Geraldo faz uma visita à Comunidade de Taizé, na França, e posteriormente em 1974, com um grupo de 12 pessoas faz uma longa turnê em terras europeias: comunidades da França, Alemanha e Itália. Sua ação foi também significativa no intercâmbio internacional entre Igrejas, como nas Dioceses de Freiburg (Alemanha) e Nápoles (Itália) e Taizé (França).
O trabalho pastoral de Geraldo não se resumiu ao ofício do sacerdócio, tendo dedicado-se também ao canto litúrgico. Desenvolve uma experiência pioneira de inculturação em terras brasileiras: autor de vários hinos baseados nos Salmos da bíblia, consegue unir a antiga tradição litúrgica da Igreja às manifestações culturais do povo. Seu dom para outros campos das artes o eleva à categoria de "um melhores e mais dotados padres do clero católico romano do Recife" (Dom Sebastião Armando in FELIX FILHO, 2013).  Os "dotes" do Geraldo se estenderam ao teatro, aos vitrais, à confecção de imagens sacras, à pintura, à dança, à arquitetura, às alfaias litúrgicas. Deixou sua marca em inúmeros artistas, dentre os quais o renomado cantor Nando Cordel, ex-integrante do coral da igreja da Ponte, o vitraleiro Fernando da Escada e o santeiro Diácono Genival Lima.
Em 1975, Geraldo assumiu, por 2 anos, a liderança da recém-criada Paróquia do Morro da Conceição, em  Recife, mas manteve seu trabalho em Ponte dos Carvalhos.
A partir de 1980 foi pároco no município de Escada, (onde idealizou e escreveu a encenação da Via Sacra em praça pública), até a data da sua morte, aos 52 anos de idade, em 19 de abril de 1987, um Domingo da Ressurreição de Cristo (Domingo de Páscoa).
Dá atualmente nome a uma escola no município de Escada, e a uma maternidade em Ponte dos Carvalhos, no Cabo de Santo Agostinho.

### Atividade Política
Em Ponte dos Carvalhos, então um povoado habitado principalmente por pescadores, pequenos agricultores e operários, padre Geraldo, mesmo antes do Concílio Vaticano II, que inspirou a experiência "Igreja dos Pobres", e apoiado por Dom Hélder Câmara, ex Arcebispo de Olinda e Recife, já estimulava a organização popular e a luta por melhores condições de vida. Sob sua liderança, a paróquia obteve por meio de doação o terreno e construiu com os fiéis o novo templo, e as vilas populares Esperança e Nação do Divino, até hoje habitadas, em regime de mutirão.